# De tre kungadömena
De tre kungarikena (220–280 e. Kr.) betecknar en tid i Kinas historia, då Handynastins Kina delades i de tre staterna Wei, Shu och Wu, vars härskare var för sig betraktade sig som Kinas rättmätige kejsare. Perioden har fått något skiftande namn i nyare svensk historieskrivning: Det kinesiska Sānguó,  三国 eller 三國, som inte anger styrelseform, har översatts med De tre rikena, De tre kungarikena och De tre kungadömena. Perioden har fått en särskild plats i kinesiskt medvetande genom den berömda romanen Sagan om de tre kungarikena, som på 1300-talet beskrev det historiska händelseförloppet och dess personer med fiktiva tillägg.
Som periodens början räknas år 220, då den siste kejsaren av Handynastin tvingades abdikera och riket Wei etablerades. Sagan om de tre kungarikena börjar emellertid med historien om De gula turbanernas uppror år 184, vilket gör att De tre kungarikens tid också kan sägas börja detta år. 
Som periodens slutpunkt räknas år 280, då Kina åter var ett enat rike under Jindynastin. Denna hade etablerats i Wei 265, då denna stat erövrade Shu, och överlappar således med De tre kungarikenas period.

## Historik
Efter Handynastins fall delades Kina i tre kungadömen: Wei (också kallat Cao Wei) i norr, Shu (kallas även för Shu Han) i sydväst och Wu (även benämnt Östra Wu) i söder.
De gula turbanernas uppror kom att ödelägga stora delar av norra Kina. Flera generaler slöt sig samman för att slå ner upproret. En av dessa var Cao Cao som kom att kontrollera stora delar av norra Kina och grundade Wei i norr (och tog sig regeringsnamnet Taizu). När han dog 220 efterträddes han av sin son Cao Pi som tvingade den sista hankejsaren Xian att abdikera.
221 utnämnde sig Liu Bei till hankejsare i ett försök att återupprätta handynastin. Hans rike kom att kallas Han men benämns som Shu Han eller Shu i historieböckerna som t.ex. Chen Shous Krönika över de tre kungadömena. Detta är för att författaren Chen Shou var ämbetsman i den efterföljande Jindynastin (som i sin tur efterträdde Wei), så av politiska skäl valde Chen Shou att kalla Liu Beis regim för Shu istället för dennes officiella namn Han.
Sun Quan kom att regera i Wu som innefattade sydöstra delarna av Kina
De tre rikena gick efter en kort period under, Shu erövrades av Wei 263, En krigsherre från Wei som grundade Jindynastin. Wu erövrades 280.

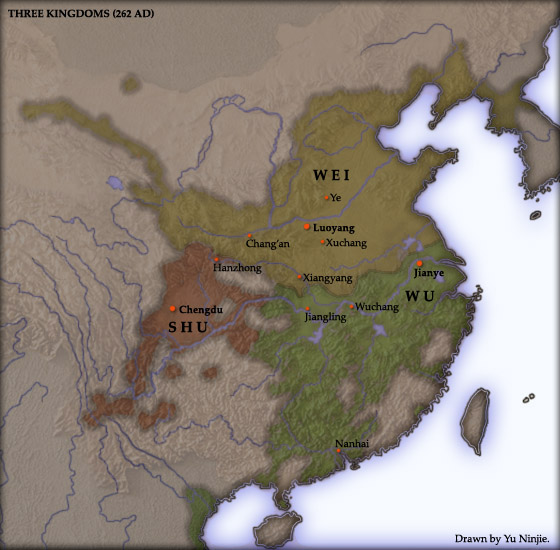
Uppdelningen av Kina år 262

Perioden är skildrad genom biografier över de viktigaste historiska personerna från denna period i boken Krönika över de tre kungadömena (三国志, Sānguó zhì). Boken är skriven på klassisk kinesiska och sammanställd av Chen Shou (陈寿) och följer den traditionella formen för de dynastiska historieskrivningarna där personerna beskrivs i fallande hierarkisk ordning med kejsarfamiljen först och vanliga människor sist. 

## Några kända historiska personer
- Cao Cao (曹操)
- Li Jue (李傕)
- Lü Bu (吕布)
- Liu Bei (刘备)
- Guan Yu (关羽) – tillbeds som en krigsgud av daoister och förekommer som motiv för ca 30 cm höga keramik- eller bronsstatyer. Alltid avbildad med långt skägg, grön kappa och ett spjut.
- Zhang Fei (张飞)
- He Jin (何进)
- Ding Yuan (丁原)
- Dian Wei (典韦)
- Zhuge Liang (诸葛亮)
- Zhang Yan (张燕)
- Zhou Tai (周泰)
- Sun Quan (孫權)
- Gongsun Zan (公孙瓒)